# Manasseh Nshuti
 (avril 2024).
Le contenu est difficilement compréhensible vu les erreurs de traduction, qui sont peut-être dues à l'utilisation d'un logiciel de traduction automatique.
 (avril 2024).
La mise en forme du texte ne suit pas les recommandations de Wikipédia : il faut le « wikifier ».
Les points d'amélioration suivants sont les cas les plus fréquents. Le détail des points à revoir est peut-être précisé sur la page de discussion.
- Les titres sont pré-formatés par le logiciel. Ils ne sont ni en capitales, ni en gras.
- Le texte ne doit pas être écrit en capitales (les noms de famille non plus), ni en gras, ni en italique, ni en « petit »…
- Le gras n'est utilisé que pour surligner le titre de l'article dans l'introduction, une seule fois.
- L'italique est rarement utilisé : mots en langue étrangère, titres d'œuvres, noms de bateaux, etc.
- Les citations ne sont pas en italique mais en corps de texte normal. Elles sont entourées par des guillemets français : « et ».
- Les listes à puces sont à éviter, des paragraphes rédigés étant largement préférés. Les tableaux sont à réserver à la présentation de données structurées (résultats, etc.).
- Les appels de note de bas de page (petits chiffres en exposant, introduits par l'outil «  Source ») sont à placer entre la fin de phrase et le point final[comme ça].
- Les liens internes (vers d'autres articles de Wikipédia) sont à choisir avec parcimonie. Créez des liens vers des articles approfondissant le sujet. Les termes génériques sans rapport avec le sujet sont à éviter, ainsi que les répétitions de liens vers un même terme.
- Les liens externes sont à placer uniquement dans une section « Liens externes », à la fin de l'article. Ces liens sont à choisir avec parcimonie suivant les règles définies. Si un lien sert de source à l'article, son insertion dans le texte est à faire par les notes de bas de page.
- La présentation des références doit suivre les conventions bibliographiques. Il est recommandé d'utiliser les modèles {{Ouvrage}}, {{Chapitre}}, {{Article}}, {{Lien web}} et/ou {{Bibliographie}}. Le mode d'édition visuel peut mettre en forme automatiquement les références.
- Insérer une infobox (cadre d'informations à droite) n'est pas obligatoire pour parachever la mise en page.

Pour une aide détaillée, merci de consulter Aide:Wikification.
Si vous pensez que ces points ont été résolus, vous pouvez retirer ce bandeau et améliorer la mise en forme d'un autre article.
 (avril 2024).
Manasseh Nshuti est un comptable, homme d'affaires, chercheur universitaire et un politicien au Rwanda.
Il est le ministre d'État chargé des Affaires de la Communauté de l'Afrique de l'Est au sein du cabinet rwanda, à compter du 1er mai 2020.

## Biographie

### Jeunesse et formation
Nshuti est  un titulaire d'un licence en commerce à l'Université Makerere, en Uganda. Son deuxième diplôme, une maîtrise en administration des affaires, en comptabilité, a été décerné par l'Université d'Aberdeen, en Écosse. Il est également un titulaire d'un doctorat en philosophie en finance, également obtenu à l'Université d'Aberdeen.
Depuis 2013, Nshuti est le président de l' Université de Kigali, une université privée.

### Carrière
Nshuti a enseigné à l'Université Strathmore de Nairobi, au Kenya, pendant quatorze ans. Autres Sept années ont été consacrées à enseigner et administrer à l' Université catholique d'Afrique de l'Est, également à Nairobi, au Kenya. Il a également enseigné à l'Université d'Aberdeen pendant deux ans, tout en poursuivant ses études de doctorat.
Entre 2013 et 2020, il a été le président de l'Université de Kigali, une université privée de Kigali, la capitale du Rwanda.

#### Carrière politique
Nshuti a servi dans le Cabinet du Rwanda de 2003 à 2005, en tant que le ministre du Commerce, de l'Industrie, de la Promotion des investissements, du Tourisme et des Coopératives. Il a été muté au ministère des Finances en 2005, en remplacement de Donald Kaberuka, qui a été nommé comme le président de la Banque africaine de développement.
En 2006, il a été nommé comme le ministre de la Fonction publique et du Travail, jusqu'en 2008, date à laquelle il a été nommé comme le conseiller économique principal du président du Rwanda. Pendant un certain temps, entre 2008 et 2013, Nshuti a été président de Crystal Ventures Limited, la branche commerciale de l'armée rwandaise.
En mai 2020, il a repris le portefeuille de la Communauté d'Afrique de l'Est, en remplaçant Olivier Nduhungirehe, qui a été limogé au  cabinet du Rwanda, le 10 avril 2020, pour avoir fait passer ses opinions personnelles avant les politiques gouvernementales,. Il lui incombe de diriger les efforts visant à rétablir des relations normales avec pays voisin d'Uganda, qui se sont détériorées au cours des deux ou trois dernières années .